# Іонін Іван Дмитрович
Іва́н Дми́трович Іо́нін (28 січня 1895 , Рязанцево (Мещовський район), Калузька губернія  — 3 березня 1945 , Москва ) — діяч радянської медичної науки, інфекціоніст, головний епідеміолог та інфекціоніст Червоної армії, генерал-майор медичної служби (1944), професор (1931). Заслужений діяч науки РРФСР (1940). Депутат, член Мандатної комісії  Верховної Ради УРСР 1-го скликання (1938–1945).

## Біографія
Народився 1895 року в родині селян-бідняків у селі Рязанцево, нині Мещовський район, Калузька область, Росія. Початкову освіту здобув у сільській двокласній школі с. Рязанцево. У 1914 році закінчив учительську семінарію і почав вчителювати в сільській школі с. Щелканово Калузької губернії. У Червоній армії в 1919–1920 роках. Учасник Громадянської війни.
У 1920 році поступив на навчання в 1-й Ленінградський медичний інститут, по його закінченні 1925 року залишений для удосконалення при клініці інфекційних хвороб цього інституту, де пропрацював до 1928 року. У 1931 році набув звання професора і ступінь доктора медичних наук.
1935 року організував та очолив кафедру інфекційних хвороб в Донецькому (на той час — Сталінському) медичному інституті. У 1937–1938 роках — ректор Сталінського медичного інституту. У березні 1938 року йому присвоєно військове звання військлікаря 2-го рангу
26 червня 1938 року обраний депутатом Верховної Ради УРСР першого скликання по Горлівській сільській виборчій окрузі № 281 Сталінської області.
Член ВКП(б) з 1941 року.
З 1941 року — директор клініки інфекційних хвороб 2-го Московського медичного інституту. У серпні 1941 року призваний до лав Червоної армії і призначений головним епідеміологом та інфекціоністом Червоної армії з присвоєнням чергового військового звання військлікаря 1-го рангу, з січня 1943 року — полковник медичної служби.
З 25 травня 1944 року —  генерал-майор медичної служби.
Помер від хвороби 21 лютого 1945 року. Похований на Введенському кладовищі в Москві.

## Наукові праці
Автор понад 30 наукових праць. У 1942 році під його редакцією вийшов з друку «Довідник з інфекційних хвороб».

## Нагороди
- Орден Червоної Зірки (18.09.1943)[1].
- Орден Вітчизняної війни І ступеня (03.08.1944)[2].
- медаль «За оборону Москви».
- Заслужений діяч науки РРФСР (1940).